# Pietro Annigoni

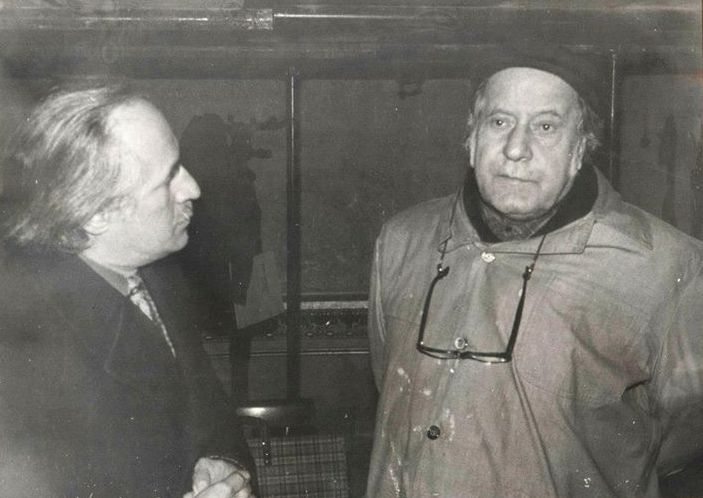
Pietro Annigoni

Pietro Annigoni (* 7. Juni 1910 in Mailand; † 28. Oktober 1988 in Florenz) war ein italienischer Maler und Medailleur. Seine in altmeisterlicher Technik gemalten Werke orientierten sich an den Vorbildern der Renaissance und verweigerten die „zeitgemäße“ Abkehr vom Realismus. Diese zwei Stilrichtungen drücken sich in allen seinen Werken vom Stillleben, Porträt, Landschaftsmalerei bis hin zu Kirchenfresken aus. Nicht nur im letzteren war er ein Erneuerer der religiösen Historienmalerei.

## Leben
Annigoni wurde am 7. Juni 1910 in Mailand geboren. Gegen Ende der 1920er Jahre lebte er hauptsächlich in Florenz, wo er auch Schüler der Scuole Pie Fiorentine (Piaristenkolleg) wurde. Nach erfolgreichem Abschluss dort wurde er Student an der Accademia delle Arti del Disegno; seine Lehrer waren u. a. Felice Carena (Malerei), Giuseppe Graziosi (Bildhauerei) und Celestino Celestini (Grafik).
Sein erfolgreiches Debüt als Künstler hatte Annigoni 1930, als er zusammen mit anderen Künstlern seine erste Ausstellung in Florenz gestaltete. 1932 folgte seine erste Solo-Ausstellung (Bellini Galerie Palazzo Ferroni), aber erst zwei Jahre später ließ ihn eine Ausstellung in Mailand im ganzen Land bekannt werden. Fortan unternahm er viele Reisen, die ihn u. a. nach Deutschland führten, wo er eine große Vorliebe für die Deutsche Malerei entwickelte.
1937 heiratete Annigoni in Florenz Anna Giuseppa Maggini und hatte mit ihr zwei Kinder: Benedetto (* 1939) und Maria Ricciarda (* 1948). In den Jahren zwischen 1945 und 1950 schuf er einige seiner bedeutendsten Werke; darunter „Cinciarda“, „Die Vogelscheuche“ und „Der Verlierer“. Zusammen mit sechs Kollegen (Antonio und Xavier Bueno, Gregory Sciltiau, Alfredo Serri u. a.) beschloss und veröffentlichte Annigoni 1947 das Manifest der Maler des modernen Realismus (s. a. Realismus).
Weltweite Anerkennung erfuhr Annigoni im März 1947, als ihn die Royal Academy of Arts in London zu ihrer großen jährlichen Ausstellung einlud. Ab da war er weltweit wie auch in Italien regelmäßig mit Ausstellungen vertreten; nach einigen Ausstellungen in Großbritannien folgten mehrere in Italien (Brescia, Florenz, Rom, Turin, Verona u. a.) sowie 1955 mit den Peintres de la Réalité in Paris. Ab 1958 war Annigoni auch immer wieder in den USA; was dem „Time Magazin“ dann auch ein Titelbild wert war. Die National Academy of Design wählte Annigoni 1959 in New York zum Ehrenmitglied (Honorary NA).
Schüler von Pietro Annigoni waren unter anderem Lance Bressow, Luciano Guarnieri, Romano Stefanelli und Nelson Holbrook White.
1969 starb seine Ehefrau Anna Giuseppa nach schwerer Krankheit. Pietro Annigoni starb im Alter von 78 Jahren am 28. Oktober 1988 in Florenz. Seine letzte Ruhestätte fand er auf dem Cimitero delle Porte Sante von San Miniato al Monte.
Am 25. November 2008 wurde in Florenz in den Räumlichkeiten der Villa Stefano Bardinis das Museo Annigoni eröffnet.

## Werke (Auswahl)
Seine Werke wurden in bedeutende Museen der Welt verkauft, unter anderen die Uffizien (Florenz), Palazzo Pitti (Florenz), Metropolitan Museum of Art (New York), Royal Collection (Windsor), National Portrait Gallery (London), Vatikanische Museen (Rom).
- La strega.
- La bella Italiana. 1951
- Principessa Elena Corsini. 1951
- Anacoreti nel deserto
- Conte Giancarlo Bossi Pucci
- HM The Queen. 1969.
- Princess Margaret Windsor (Das Gemälde soll auf der Christie’s Versteigerung 2006 für 680.000,- Pfund für die Queen ersteigert worden sein).[4]